# Columbia (Pensilvania)
Columbia es un borough ubicado en el condado de Lancaster en el estado estadounidense de Pensilvania. En el año 2000 tenía una población de 10,311 habitantes y una densidad poblacional de 1,632.4 personas por km².

## Geografía
Columbia se encuentra ubicado en las coordenadas 40°01′59″N 76°29′48″O / 40.03306, -76.49667.

## Demografía
Según la Oficina del Censo en 2000 los ingresos medios por hogar en la localidad eran de $32,385 y los ingresos medios por familia eran $26,309. Los hombres tenían unos ingresos medios de $27,528 frente a los $22,748 para las mujeres. La renta per cápita para la localidad era de $14,626. Alrededor del 11.9% de la población estaba por debajo del umbral de pobreza.